# Episodi di King of the Hill (prima stagione)
La prima stagione della serie televisiva King of the Hill, composta da 12 episodi, è stata trasmessa negli Stati Uniti, da Fox, dal 12 gennaio all'11 maggio 1997.
In Italia la stagione è stata trasmessa dal 3 agosto 2003 su Fox.
| n° | Codice di produzione | Titolo originale                | Titolo italiano                 | Prima TV USA     | Prima TV Italia |
| -- | -------------------- | ------------------------------- | ------------------------------- | ---------------- | --------------- |
| 1  | 4E01                 | Pilot                           | Un ometto strapazzato           | 12 gennaio 1997  |                 |
| 2  | 4E02                 | Square Peg                      | Sesso e volentieri              | 19 gennaio 1997  |                 |
| 3  | 4E03                 | The Order of the Straight Arrow | Come ai vecchi tempi!           | 2 febbraio 1997  |                 |
| 4  | 4E05                 | Hank's Got the Willies          | Ad ognuno il suo eroe           | 9 febbraio 1997  |                 |
| 5  | 4E04                 | Luanne's Saga                   | Caccia al fidanzato             | 16 febbraio 1997 |                 |
| 6  | 4E07                 | Hank's Unmentionable Problem    | Il mitico stitico               | 23 febbraio 1997 |                 |
| 7  | 4E06                 | Westie Side Story               | Oriente e Occidente             | 2 marzo 1997     |                 |
| 8  | 4E08                 | Shins of the Father             | La cattiveria ha le gambe corte | 23 marzo 1997    |                 |
| 9  | 4E09                 | Peggy the Boggle Champ          | Parole, parole, parole          | 13 aprile 1997   |                 |
| 10 | 4E10                 | Keeping Up with Our Joneses     | Un vizio di famiglia            | 27 aprile 1997   |                 |
| 11 | 4E13                 | King of the Ant Hill            | La fiesta de la siesta          | 4 maggio 1997    |                 |
| 12 | 4E11                 | Plastic White Female            | Baciami, stupido!               | 11 maggio 1997   |                 |

## Un ometto strapazzato
- Titolo originale: Pilot
- Diretto da: Wes Archer
- Scritto da: Mike Judge & Greg Daniels
- Prima TV USA: 12 gennaio 1997
- Prima TV Italia:

### Trama
Hank Hill, venditore texano di propano e padre di famiglia, viene ingiustamente accusato di aver picchiato il figlio Bobby dopo che quest'ultimo durante una partita si è procurato un occhio nero a causa di una palla da baseball che gli ha colpito la faccia. Inoltre si diffondono false voci secondo cui Hank avrebbe picchiato un commesso adolescente di un grande magazzino. Nel frattempo, i tre amici di Hank (il fanatico della cospirazione Dale Gribble, il barbiere dell'esercito squattrinato Bill Dauterive e il donnaiolo dalla parlantina veloce Jeff Boomhauer) cercano di riparare il furgone di Hank, mentre Luanne Platter (nipote di Hank) si trasferisce dalla famiglia Hill dopo che i suoi genitori sono stati rinchiusi in prigione per una lite domestica.

## Sesso e volentieri
- Titolo originale: Square Peg
- Diretto da: Gary McCarver
- Scritto da: Joe Stillman
- Prima TV USA: 19 gennaio 1997
- Prima TV Italia:

### Trama
Peggy (moglie di Hank) è imbarazzata e spaesata quando scopre di essere stata scelta come docente supplente per insegnare educazione sessuale nella classe scolastica di suo figlio Bobby alla middle school (la scuola media statunitense), mentre Hank fa tutto il possibile per impedire a suo figlio di apprendere argomenti riguardanti l'educazione sessuale.

## Come ai vecchi tempi!
- Titolo originale: The Order of the Straight Arrow
- Diretto da: Klay Hall
- Scritto da: Cheryl Holliday
- Prima TV USA: 2 febbraio 1997
- Prima TV Italia:

### Trama
Hank, Bill, Dale e Boomhauer portano Bobby e i suoi amici in campeggio al lago al raduno dell'Ordine della Freccia Dritta, dove gli uomini preparano i ragazzi alla caccia al corvignolo. Scambiata per un corvignolo, Bobby stordisce una gru gigante coccolona (una gru americana), credendo di averla uccisa. Nel frattempo, Peggy esce di nascosto per comprare delle scarpe speciali per i suoi piedi grandi.
Nota: Questo episodio è dedicato a Victor Aaron (la voce originale di Granturco Rosso) deceduto in un incidente stradale il 4 settembre 1996, una settimana prima del suo quarantesimo compleanno.

## Ad ognuno il suo eroe
- Titolo originale: Hank's Got the Willies
- Diretto da: Monte Young
- Scritto da: Johnny Hardwick
- Prima TV USA: 9 febbraio 1997
- Prima TV Italia:

### Trama
Hank è preoccupato che Bobby non abbia nessuna persona da prendere come modello di riferimento nella sua vita, e le cose peggiorano quando Bobby colpisce accidentalmente con una mazza da golf l'idolo di Hank, il chitarrista country texano Willie Nelson. Willie in seguito spiega a Hank che Bobby ha avuto sempre fin dall'inizio il proprio eroe nella figura di suo padre.

## Caccia al fidanzato
- Titolo originale: Luanne's Saga
- Diretto da: Pat Shinagawa
- Scritto da: Paul Lieberstein
- Prima TV USA: 16 febbraio 1997
- Prima TV Italia:

### Trama
Luanne (la figlia del fratello di Peggy) viene lasciata dal fidanzato Buckley, scoppiando a piangere per la rottura del fidanzamento. Stanco di sentire in continuazione nella propria abitazione i rumorosi pianti della nipote, lo zio Hank decide di trovare a Luanne un nuovo fidanzato, ma la cosa gli si ritorce contro quando Hank vede Luanne andare a convivere nella casa di Boomhauer.
Nota: Questo episodio è l'ultimo doppiato da Victor Aaron nel ruolo di Granturco Rosso, a seguito della sua prematura scomparsa.

## Il mitico stitico
- Titolo originale: Hank's Unmentionable Problem
- Diretto da: Adam Kuhlman
- Scritto da: Greg Daniels & Mike Judge
- Prima TV USA: 23 febbraio 1997
- Prima TV Italia:

### Trama
La persistente stitichezza di Hank causa grande preoccupazione a Peggy e, con grande imbarazzo di Hank, a tutti gli altri familiari e amici ad Arlen. Hank si reca invano da un proctologo. Per ovviare a questa avversità Peggy suggerisce al marito di ricorrere ad un'alimentazione vegetariana apportando alcuni cambiamenti al suo stile di vita: ciò gli consentirà di risolvere questo allarmante problema.

## Oriente e Occidente
- Titolo originale: Westie Side Story
- Diretto da: Brian Sheesley
- Scritto da: Jonathan Aibel & Glenn Berger
- Prima TV USA: 2 marzo 1997
- Prima TV Italia:

### Trama
I nuovi vicini di casa di Hank Hill sono una
famiglia laotiana composta da Kahn, sua moglie Minh, sua figlia e il suo cane. Sorgeranno dei malintesi fra Hank e Kahn, quando il cane di Kahn e la cagna di Hank (Zuzzurellona) scompariranno entrambi, facendo presumere e temere a Hank e ai suoi amici che lo stereotipo secondo cui tutti gli asiatici mangino i cani sia vero.

## La cattiveria ha le gambe corte
- Titolo originale: Shins of the Father
- Diretto da: Martin Archer
- Scritto da: Alan R. Cohen & Alan Freedland
- Prima TV USA: 23 marzo 1997
- Prima TV Italia:

### Trama
Cotton Hill, il padre di Hank, è un
veterano della Seconda guerra mondiale, maschilista, arrogante e sfacciato che si intrufola assieme alla sua seconda moglie Didi alla festa per il compleanno di suo nipote Bobby. Didi è molto più giovane di Cotton e si è rifatta il seno. Una volta terminata la festa di compleanno, Cotton decide di soggiornare per alcuni giorni a casa della famiglia Hill, provocando le ire di Peggy dal momento che la misoginia di Cotton inizia a contagiare Bobby, facendogli acquisire cattive abitudini, tra cui schiaffeggiare le donne sul sedere. Esasperati, Hank e Peggy, per cessare queste pessime influenze sul loro figlio, allontanano Cotton da Bobby. Hank dichiara a Bobby che le donne non sono nate per servire gli uomini, salvo poi portarlo la sera stessa in un drive-in per essere serviti da cameriere sui pattini a rotelle.

## Parole, parole, parole
- Titolo originale: Peggy the Boggle Champ
- Diretto da: Chuck Sheetz
- Scritto da: Jonathan Aibel & Glenn Berger
- Prima TV USA: 13 aprile 1997
- Prima TV Italia:

### Trama
La promessa di Hank di allenare Peggy al torneo del Paroliere del Texas a Dallas viene messa a repentaglio quando i suoi amici Dale, Bill e Boomhauer cercano di convincerlo a partecipare alla fiera annuale di tosaerba a Dallas. Peggy vince il torneo, divenendo la nuova campionessa del Paroliere del Texas. Nel frattempo, Bobby e Luanne, rimasti a casa da soli, si agitano quando lasciano un alone di condensa sul tavolino da salotto e una macchia sul pavimento, ma i loro sforzi per ripristinare la pulizia nell'abitazione causano ancora più problemi. I due cugini assumono svariati lavoratori per riparare i danni che hanno causato.

## Un vizio di famiglia
- Titolo originale: Keeping Up with Our Joneses
- Diretto da: John Rice
- Scritto da: Jonathan Collier & Joe Stillman
- Prima TV USA: 27 aprile 1997
- Prima TV Italia:

### Trama
Hank sorprende il figlio Bobby a fumare una sigaretta, così decide di punirlo costringendolo a fumare un'intera stecca di sigarette con l'obbiettivo di provocargli la nausea, ma la situazione in famiglia peggiorerà quando Bobby, Hank e Peggy diventeranno tutti e tre dipendenti al fumo.